# Synapsis gilleti
Synapsis gilleti là một loài bọ cánh cứng trong họ Bọ hung (Scarabaeidae).